# Пеонија
Пеонија (лат. Peonia) или Пајонија (стгрч. Παιονία) је била античка област која је име добила по Пеонцима (лат. Peoni) односно Пајонцима (стгрч. Παίονες), а налазила се између античке Македоније на југу, Тракије на истоку и Дараданије на северу. Укључивала је средњи ток реке Аксиоса (Вардара) и околна подручја у данашњој Северној Македонији, као и мањи део данашње западне Бугарске.

## Историја
Пеонци се први пут помињу у Хомеровом делу „Илијада”, где их помиње као савезнике Тројанаца. Он је опевао овај народ као народ који је живео на територији око реке Аксиј (Вардар), на територији данашње Северне Македоније, углавном у источним крајевима. У Пајонију су ушле источна Македонија, река Брегалница до Кочана, река Струма, делови Бугарске и јужне Србије. Били су подељени на неколико племена: Лајаи, Агријани, Астрои и Аори.
У 6. веку п. н. е., Пеонија је била војно моћна и напала је трачку обалу и Пропонтиду. У том периоду Пеонија је имала велику територију, од југа Србије до Егејског мора и од Пирина до Пелагоније. Али после појаве македонских краљева, моћ Пеоније је опала, изгубила је Солунско поље и излаз на Егејско море, као и данашњу западну Македонију. Ратовали су и са Персијом, која је после победе Сиропајоне, Пајополе и племена око Прасијадског језера преселила у Малу Азију. За време македонског краља Александра I (498-454. п. н. е.) Пеонија је изгубила градове Мигдонију, Крестонију и Амфакситиду, као и области око Пангеје (Кушнице). Пајонски краљ Агис (? – 359/8. п. н. е.) је био први пајонски владар чије постојање потврђују историјски извори. После његове смрти 359. п. н. е. Филип II је освојио Пеонију и наметнуо вазалне односе. Упркос формалној зависности Пеоније од Македоније, на власти је остала иста краљевска кућа, на челу са Агисовим сином Ликејем (ум. 356—д. 340. п. н. е.). Поред историјских података и епиграфских споменика, за Ликеја говори и новац који је издат у његово име. Ликејев син и наследник био је Патреј (340/335—315. п. н. е.), кога је заузврат наследио Авдолеон (315—286/5. п. н. е.). Авдолеон је највише допринео да се Пајонско царство приближи развијеном хеленском свету и култури држава Александрових дијадоса. Године 289. п. н. е. снабдевао је Атину житом док је Антигон Гонат заузео њену главну луку, Пиреј. Авдолеонов легитимни наследник био је Аристон (286—85. п. н. е.), али га је Лисимах напао и побегао у Дарданију.
После најезде Келта почетком 3. века п. н. е. Леон (278—250. п. н. е.), вероватно други син Авдолеона, кога је заузврат наследио његов син Дропион (250—223. п. н. е.) дошао је на пајонски престо. Дропион је последњи пајонски краљ, а такође и оснивач пајонског којнона (уније). После његове смрти, област Пеоније је преузела античка Македонија, под вођством краља Филипа V (221—179. п. н. е.), а северни део је припао Дарданији. Под вођством сина Филипа V, Персеја (179—168. п. н. е.), Македонија се суочила са експанзионизмом Римске републике. То је резултирало поразом Македоније и сломом македонског царства, које је 148. п. н. е. потпао под директну римску власт.